# Miglos (hrad)
Hrad Miglos  (známý též jako Château d'Arquizat) je zřícenina hradu nalézající se u vesnice Miglos na jihu Francie ve francouzském departementu Ariège. Hrad je postavený nad údolím Vicdessos řeky Ariége na skalním ostrohu v nadmořské výšce 750 m. Měl být strategickým bodem pro ochranu cesty z Arquizat do Baychon.

## Historie
Hrad Miglos byl součástí obranného systému, který chránil hrabství Foix a kromě hradů  Montréal-de-Sos, Quié, Génat a Castel Merle zahrnoval také několik opevněných jeskyní (nazývaných spoulga).
Ačkoli vesnice Miglos a tamější kostel jsou doloženy již od roku 1097 a pán z Miglosu je zmiňován v roce 1160, první zmínky o samotném hradu pocházejí až z roku 1213. Hrad byl tehdy součástí záruk, které hrabě z Foix poskytl králi Aragonu jako důkaz své dobré víry a věrnosti církvi během křížové výpravy proti albigenským.
V roce 1244 vlastník hradu Arnaud de Miglos, vyslýchaný inkvizicí, přiznal, že přijal ve svém sídle dokonalé a poslal zbraně obléhaným v Montséguru, za což byl uvězněn na čtyři roky. V roce 1311 daroval Gaston I. z Foix panství Miglos Bernardovi z Ussonu (nebo de Son). Dnes viditelné zbytky hradu odrážejí stav po rekonstrukci ve 14. století, kterou Bernard z Ussonu provedl v roce 1320.
Hrad pak přešel do rukou rodiny Rabatů (v roce 1343), rodiny d'Arnave (v roce 1380), rodiny du Léon, (1400), rodiny Louvie (v roce 1450), rodiny de Béonů (v roce 1510), rodiny de Gothů (v roce 1575) a nakonec de Montauts (v roce 1610).
Hrad byl pobořen na rozkaz kardinála Richelie v 17. století a pak byl dále poškozen během francouzské revoluce. 
Po smrti Jeana-Louise de Montauta, barona de Miglose, hrad přešel na jeho dceru Jeanne-Françoise a jejího manžela Jean-Louis Hyacinthe Vendômois.
V roce 1976 koupily zříceninu hradu sestry Mathilde a Gertte Gouzyové a v roce 1984 je darovaly místní radě. Od roku 1999 obec provedla rekonstrukci opěrné zdi a severozápadní věže.
Dobrovolnická skupina L'Association des Amis du Château de Miglos, pořádá akce včetně Dnů dědictví a provádí další restaurátorské práce na hradě.

## Popis

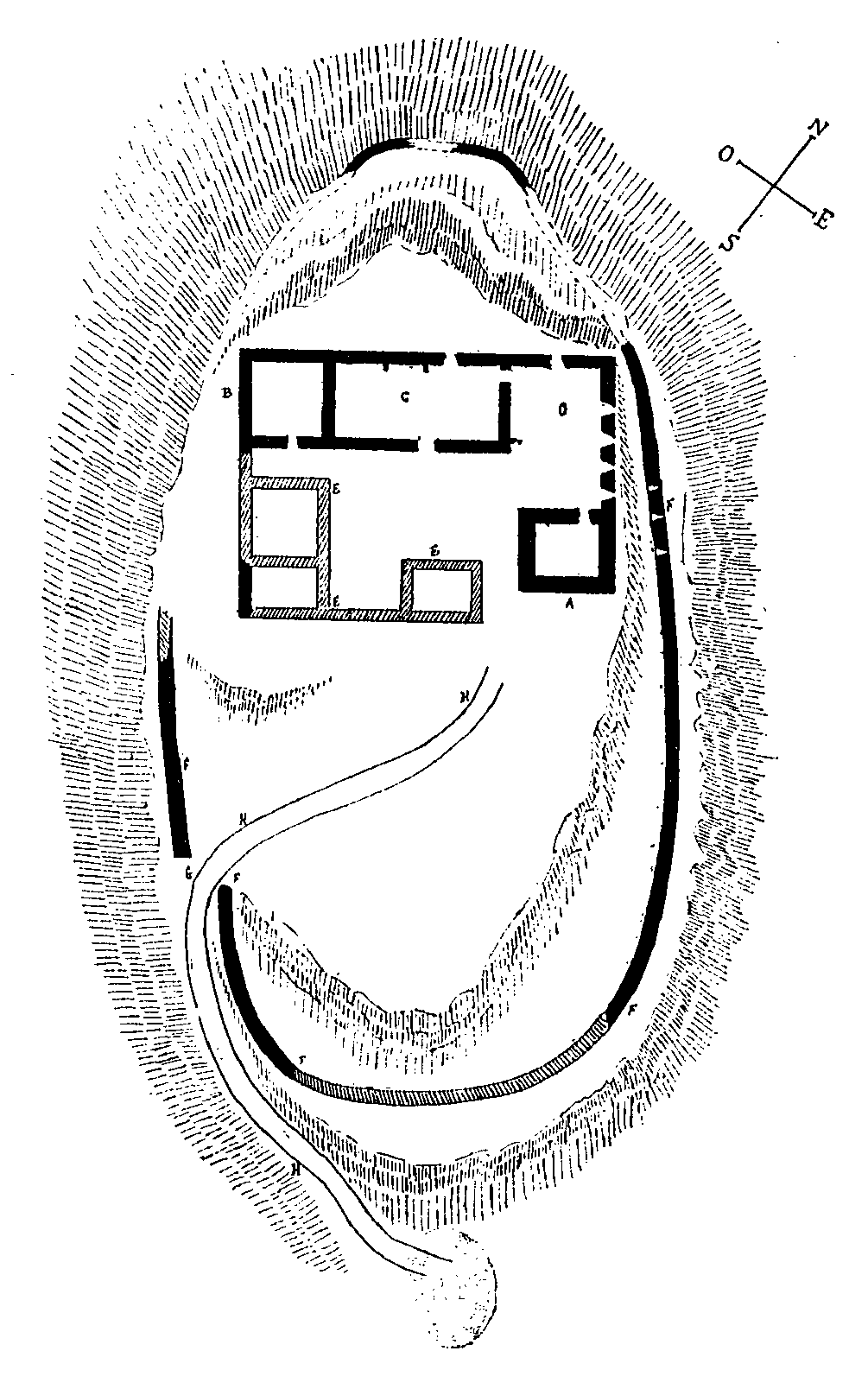
Plán hradu Miglos zveřejněný v roce 1894 Casimirem Barrière-Flavym. Šedé čáry odpovídají zmizelým částem.

Hrad Miglos pokrýval přibližně eliptickou plochu o rozloze 600 m2. Panské obydlí se nacházelo v severní části. Na západě se tyčila čtvercová věž vysoká 15 metrů. Na východě se nacházela místnost s střílnami, které střežily přístupovou cestu. Na jihu stála čtvercová věž vysoká více než 20 metrů, která byla zvýšena . Pozůstatky těchto staveb jsou dodnes viditelné. Ostatní zdi se někdy zřítily mezi létem 1948 a podzimem 1949; fotografie pořízené na přelomu století ukazují neporušenou věž s velkou viditelnou trhlinou.

## Ochrana
Hrad Miglos je od roku 1989 zapsán na seznamu historických památek francouzského ministerstva kultury. neboť „zachování ruin hradu Arquizat v Miglos (Ariège) představuje z historického a uměleckého hlediska veřejný zájem vzhledem k jejich historickému významu a architektonickému uspořádání“. Ve stejném roce byla založena Asociace přátel hradu Miglos. Tato asociace se zasazuje o zachování a zhodnocení tohoto místa.

## Galerie

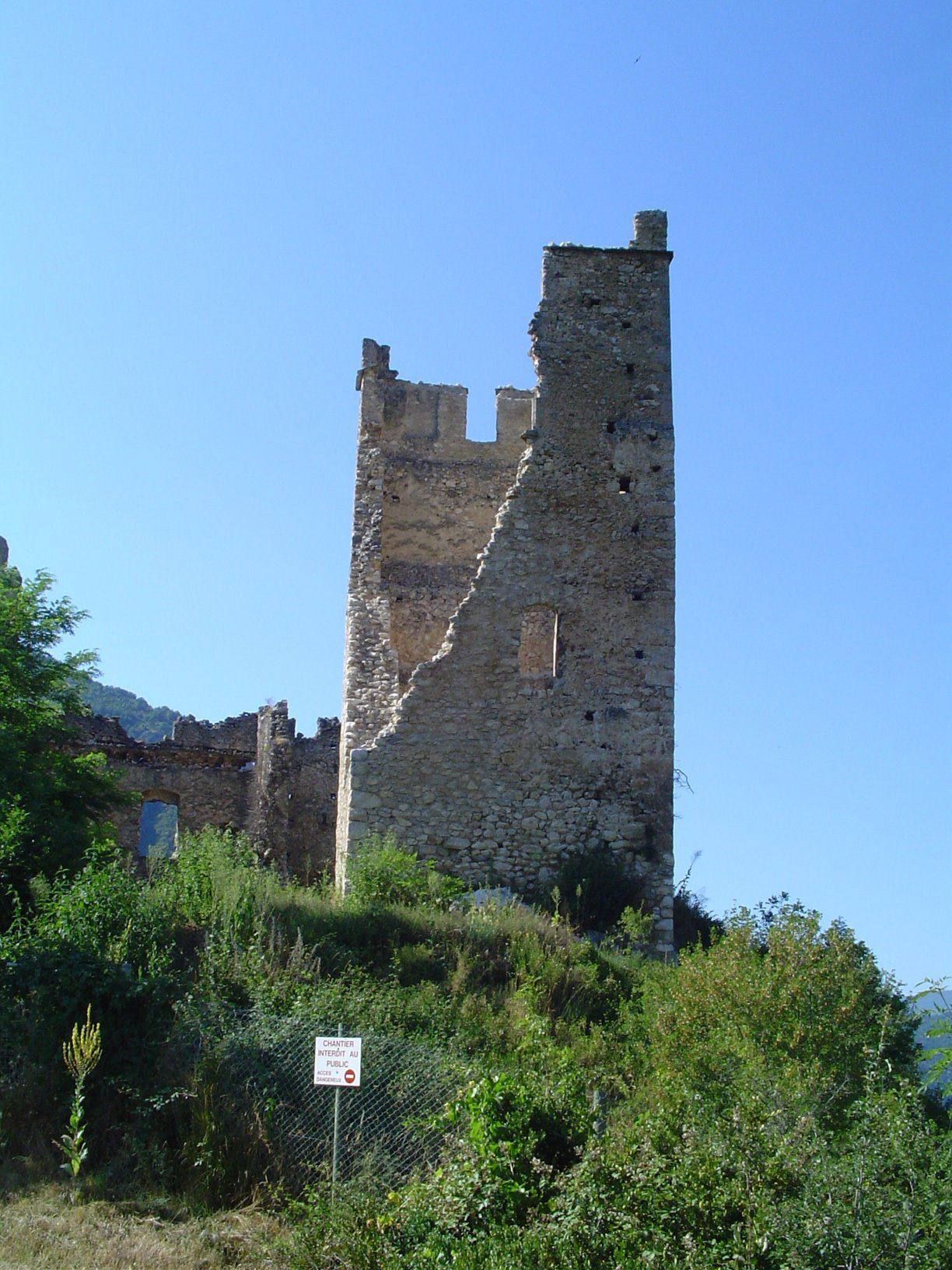
pohled na hrad Miglos
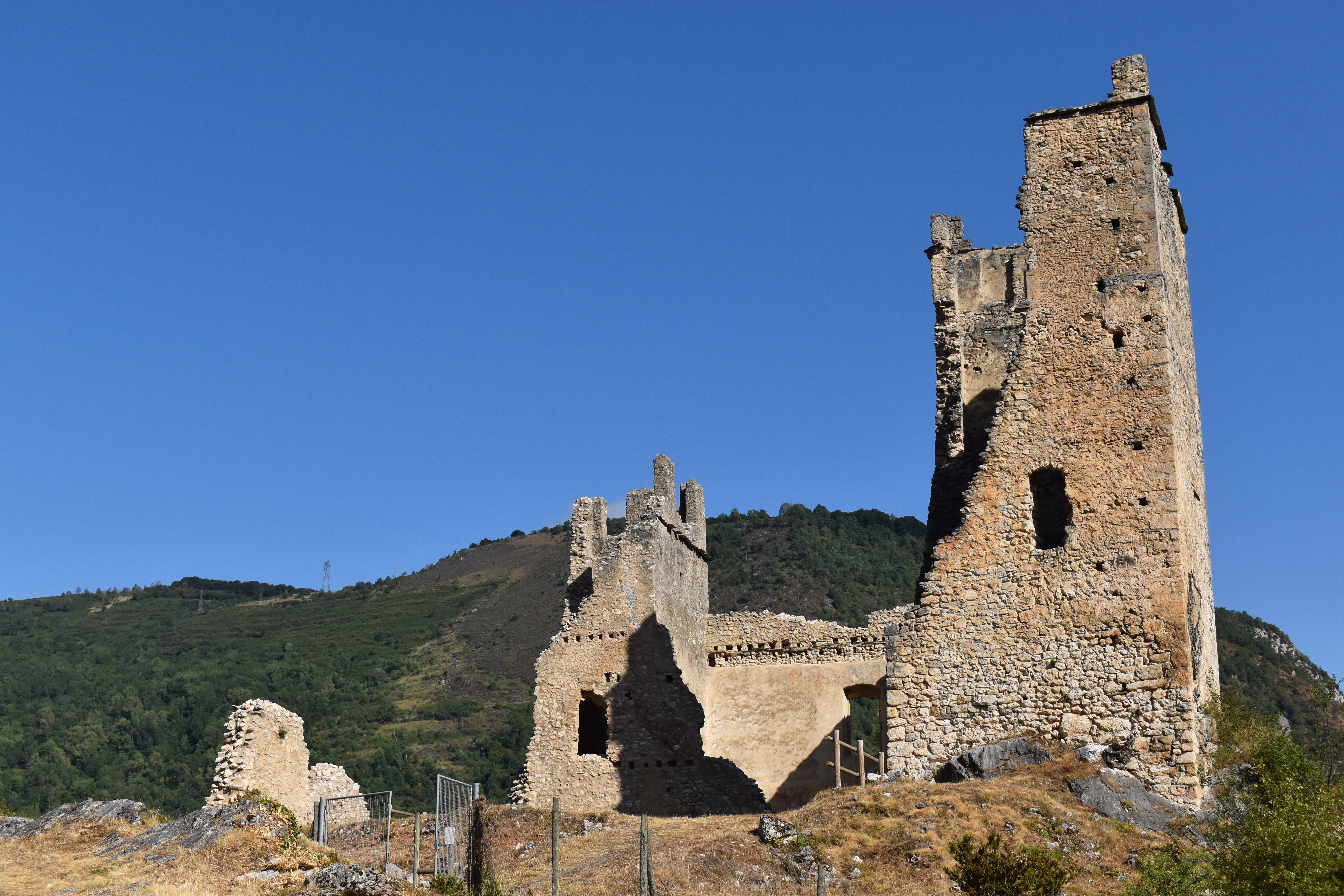
pohled na hrad Miglos
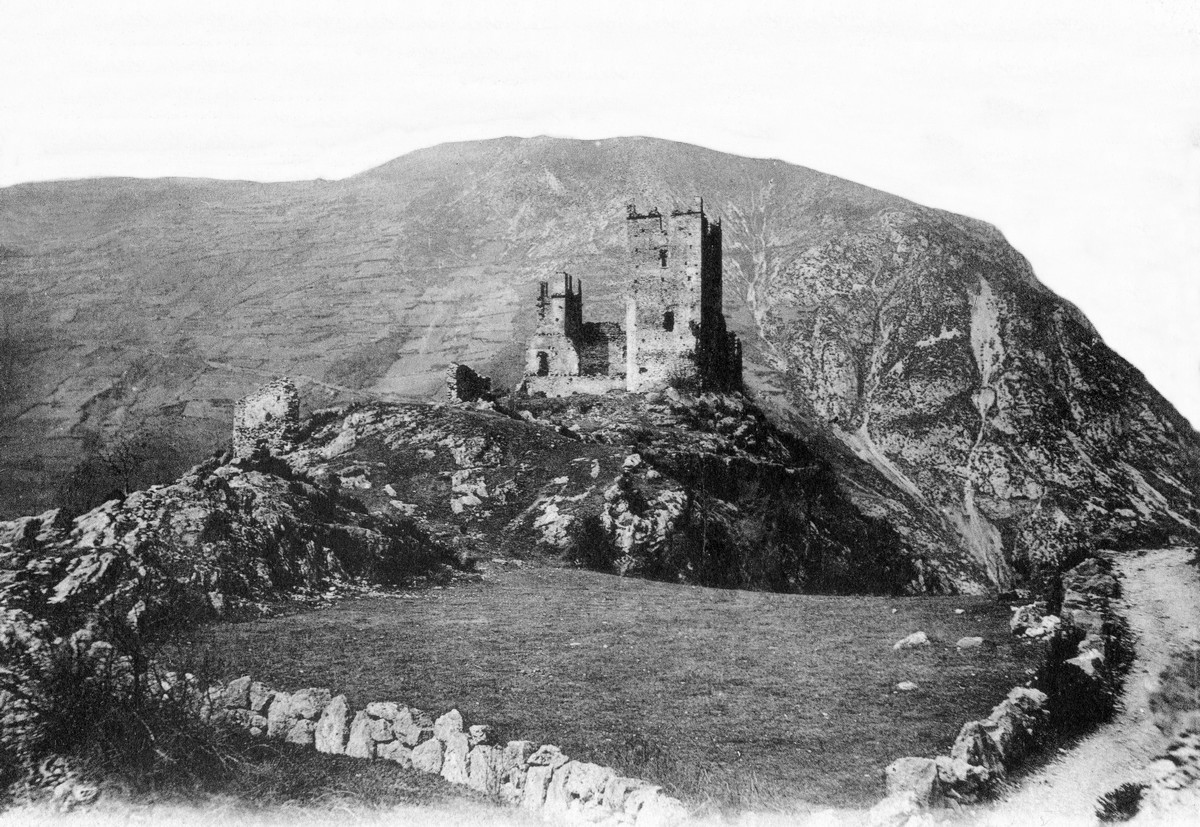
hrad Miglos v roce 1900
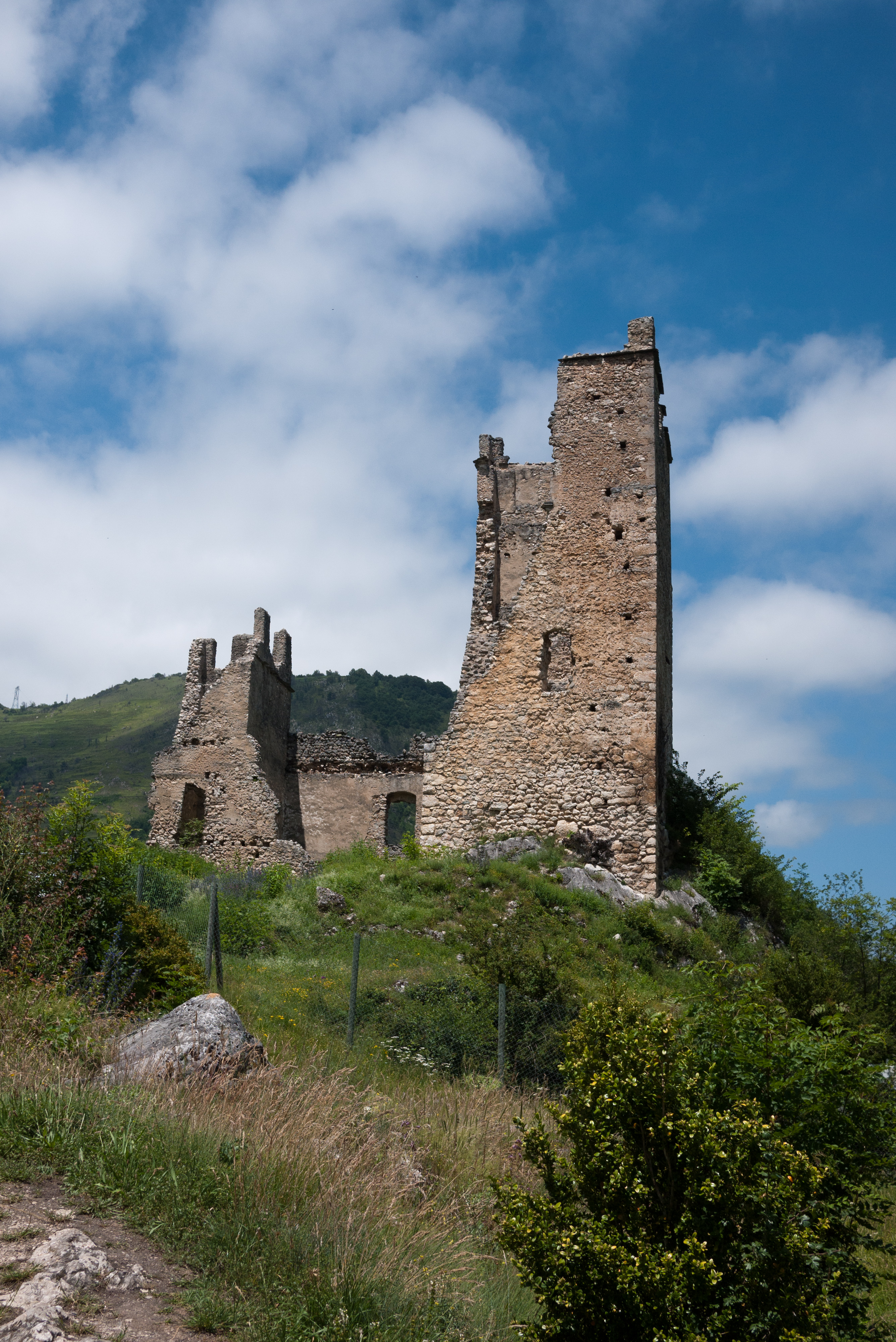
pohled na hrad Miglos
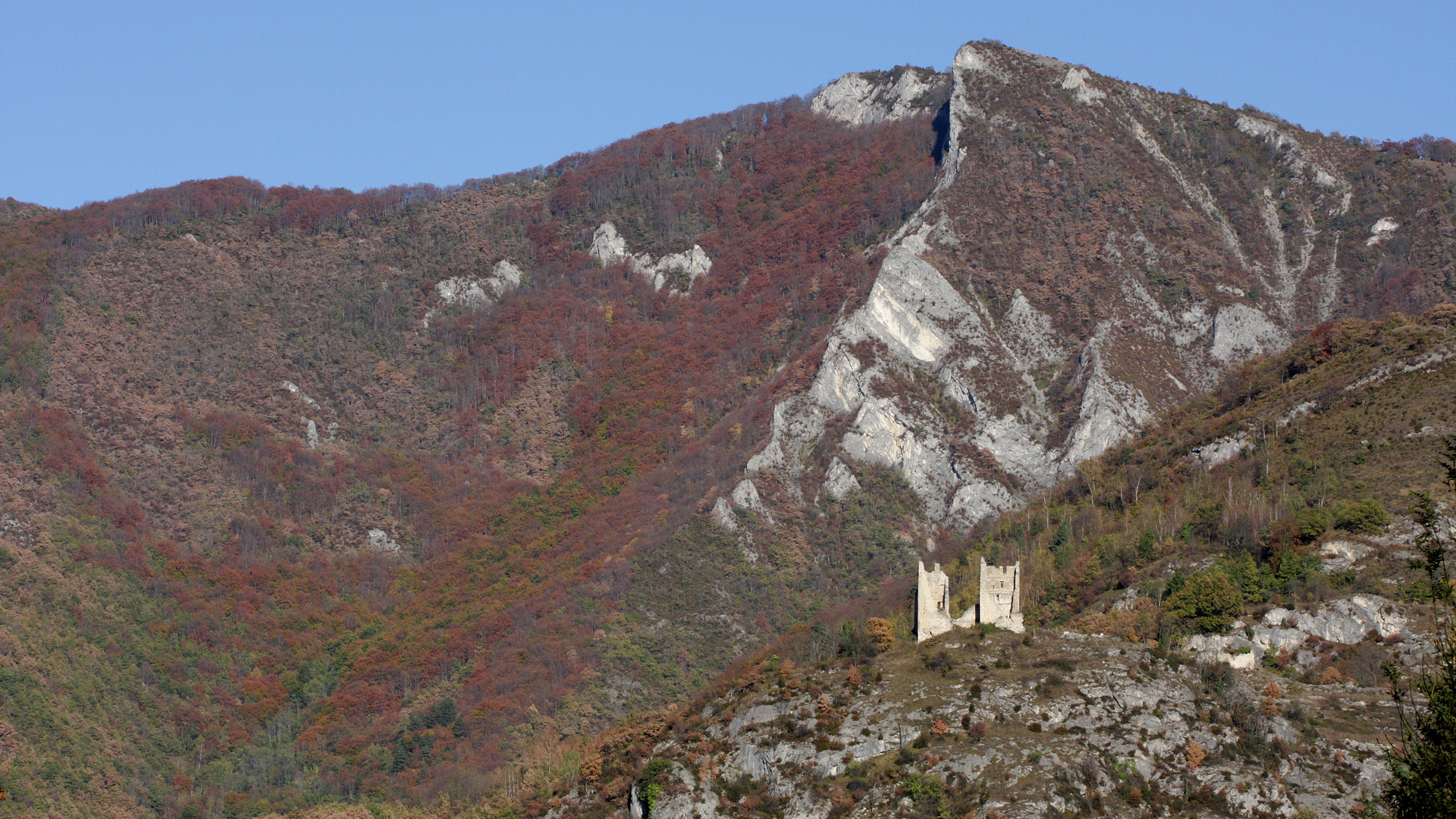
pohled na hrad Miglos z dálky
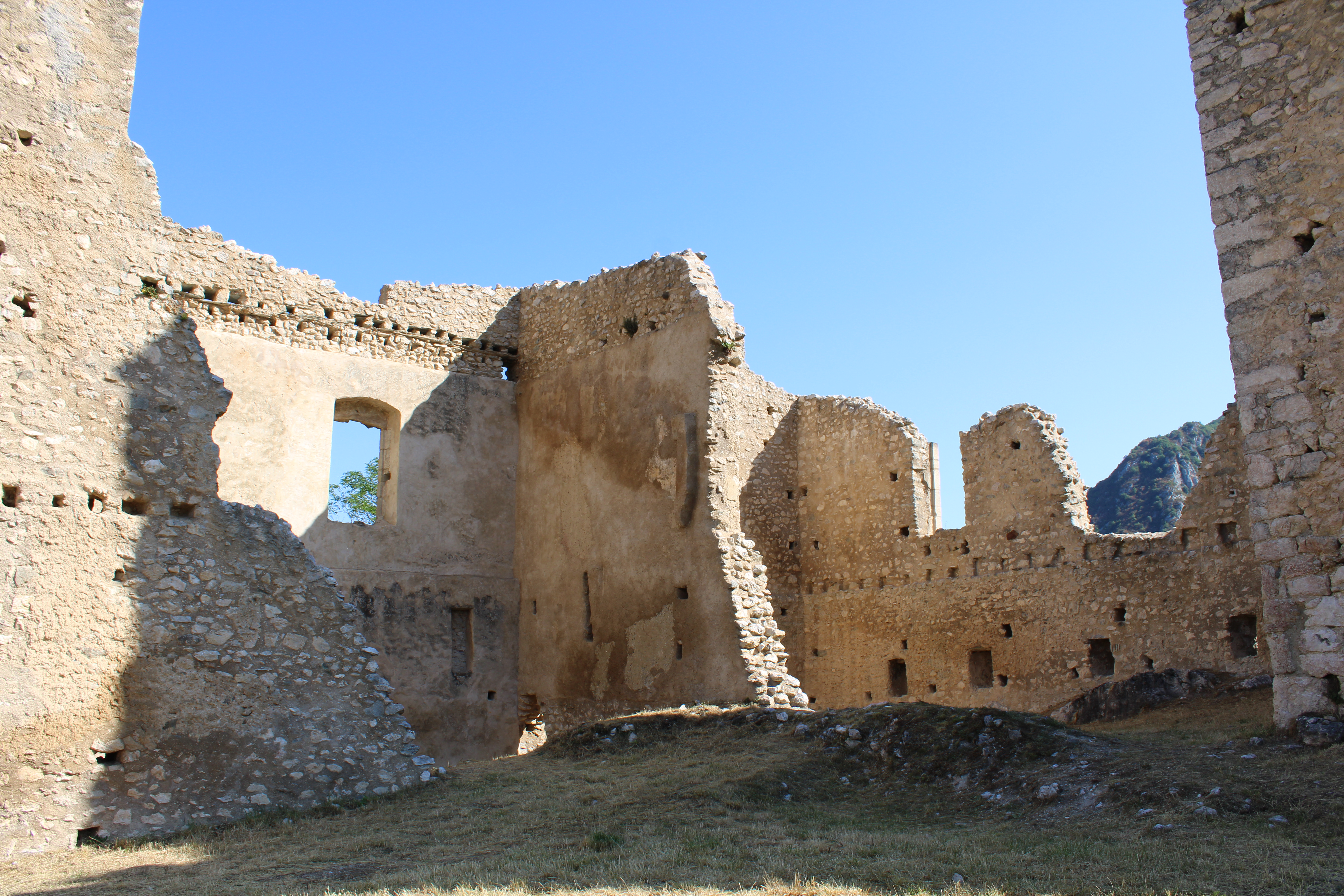
pohled na interiér hradu